# Burg Crailsheim
Die Burg Crailsheim ist eine abgegangene Burg am südlichen Ende der Grabenstraße in der Stadt Crailsheim im Landkreis Schwäbisch Hall in Baden-Württemberg.
Die eher einfach ausgeführte Turmhügel-Anlage hatte vermutlich im 13. Jahrhundert als Amtssitz der 1221 erstmals genannten und noch heute existierenden Familie der Dienstmannen von Crailsheim gedient. Die Anlage wurde möglicherweise bei einer Belagerung der Stadt in den Jahren 1379 bis 1380 von Soldaten der umliegenden Reichsstädte zerstört.  
Der Burgstall der Holzburg wurde mit den Wohngebäuden „Grabenstraße 15“ überbaut.